# ثورة الزنج (فلم)
ثورة الزنج هو فيلم من إنتاج مشترك (الجزائر، فرنسا، لبنان، قطر)، من إخراج طارق تقية، وصدر في فرنسا عام 2015.
استغرق تصويره عامين، وشارك فيه ممثلون من الجزائر وسوريا ولبنان والعراق واليونان وبريطانيا وأميركا.

## القصة
يتناول الفيلم ترحال «ابن بطوطة» في العالم العربي، وهو صحفي جزائري في يومية جزائرية كُلّف بتحقيق صحفي عن أحداث غرداية بالجنوب الجزائري، وقد سمع أحد المنتفضين يقول «نحن الزنج»، وهي العبارة التي غيرت مقادير الصحفي ليبحث في تاريخ «ثورة الزنج» فاتجه إلى بيروت، حيث مخيمات الفلسطينيين وندبات الحرب الأهلية، ليكتشف بيروت المتناقضة بين الفقر المدقع والثراء الفاحش.
ومن بيروت يتجه «ابن بطوطة الجزائري» إلى بغداد، أول عاصمة عربية محتلة، وعلى شط العرب يسأل عراقيا ملثما بلثام أسود عن ثورة الزنج، فكان رد الملثم أن رفع لثامه، فظهر وجه زنجي. وينتهي الفيلم بمشاهد عن مظاهرات عارمة تفرقها قوات مكافحة الشغب بعنف شديد.

## جوائز وترشيحات
- 2013: جائزة "CinemaXXI" لمهرجان روما السينمائي الدولي (ترشيح)

## روابط خارجية
- مقالات تستعمل روابط فنية بلا صلة مع ويكي بيانات